# Crossbasket

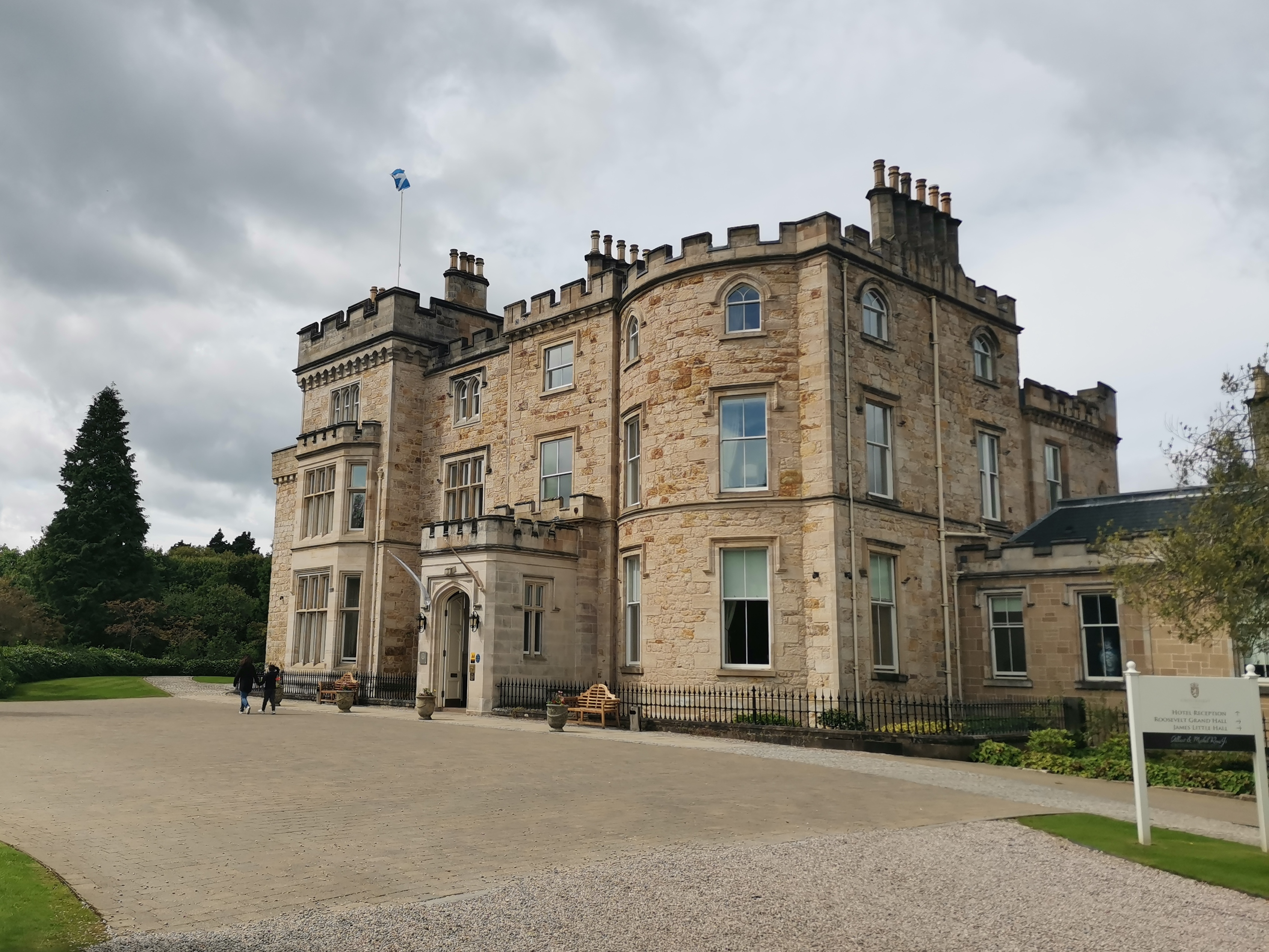
Crossbasket

Crossbasket, auch Crossbasket House oder Crossbasket Castle, ist ein ehemaliges Herrenhaus und heutiges Hotel in Schottland. Es liegt zwischen den Städten Blantyre und East Kilbride in der Council Area South Lanarkshire. 1971 wurde das Bauwerk in die schottischen Denkmallisten in der höchsten Kategorie A aufgenommen.

## Geschichte
Im Jahre 1382 sprach der schottische König Robert II. John Lindsay die Ländereien von Kilbride zu. Die auf einer nahegelegenen Burg residierenden Lindsays of Dunrod ließen am Standort im frühen 16. Jahrhundert einen Turm als Witwensitz errichten, welcher die Keimzelle von Crossbasket darstellt. Nachdem Alexander of Dunrod im frühen 17. Jahrhundert das Familienvermögen aufgebraucht hatte, wurde Crossbasket verpfändet.
Ein John Kincaid hatte das Anwesen 1661 erworben und veräußerte Crossbasket in den 1700er Jahren an die Familie Peter. In der Folgezeit wechselte das Anwesen mehrfach den Eigentümer. Unter anderem lebte dort der schottische Chemiker Charles Macintosh, der Erfinder des Mackintosh. Er ließ am Fluss eine Wassermühle zum Färben von Stoffen errichten. Nach Ende des Zweiten Weltkriegs spendete James Little Crossbasket der Hilfsorganisation Dr Barnardo’s Homes. In den 1960er Jahren wurde dort das James Little College eingerichtet. Im Jahre 1981 erwarb die Latter-Rain-Bewegung das Herrenhaus und unterhielt dort eine christliche Begegnungsstätte. Nachdem ein Investor Crossbasket 2005 erworben hatte, stand es bis 2011 leer. Dann begann der Umbau zu einem Hotel.

## Beschreibung
Crossbasket steht isoliert abseits der A725 zwischen den Städten East Kilbride und Blantyre, die nur zwei Kilometer voneinander entfernt liegen. Es besteht aus einem länglichen Turm aus dem frühen 16. Jahrhundert mit zeitgenössischer Gestaltung. Dieser wurde später zu einem Herrenhaus im historisierenden viktorianischen Stil erweitert. Das Mauerwerk des dreistöckigen Gebäudes besteht aus grob zu Quadern behauenem Bruchstein. Es läuft eine teils auskragende Zinnenbewehrung um.